# Llançà
Llançà és un municipi de la Costa Brava nord, a la comarca de l'Alt Empordà. És al nord del Cap de Creus.

## Geografia
- Llista de topònims de Llançà (Orografia: muntanyes, serres, collades, indrets..; hidrografia: rius, fonts...; edificis: cases, masies, esglésies, etc).

Està envoltat de parcs naturals: el Paratge Natural d'Interès Nacional de l'Albera i el Parc Natural del Cap de Creus. Limita amb Colera, al nord; amb Vilamaniscle i Garriguella, a l'oest; amb la Vall de Santa Creu (el Port de la Selva), al sud; i amb el mar Mediterrani, a l'est.

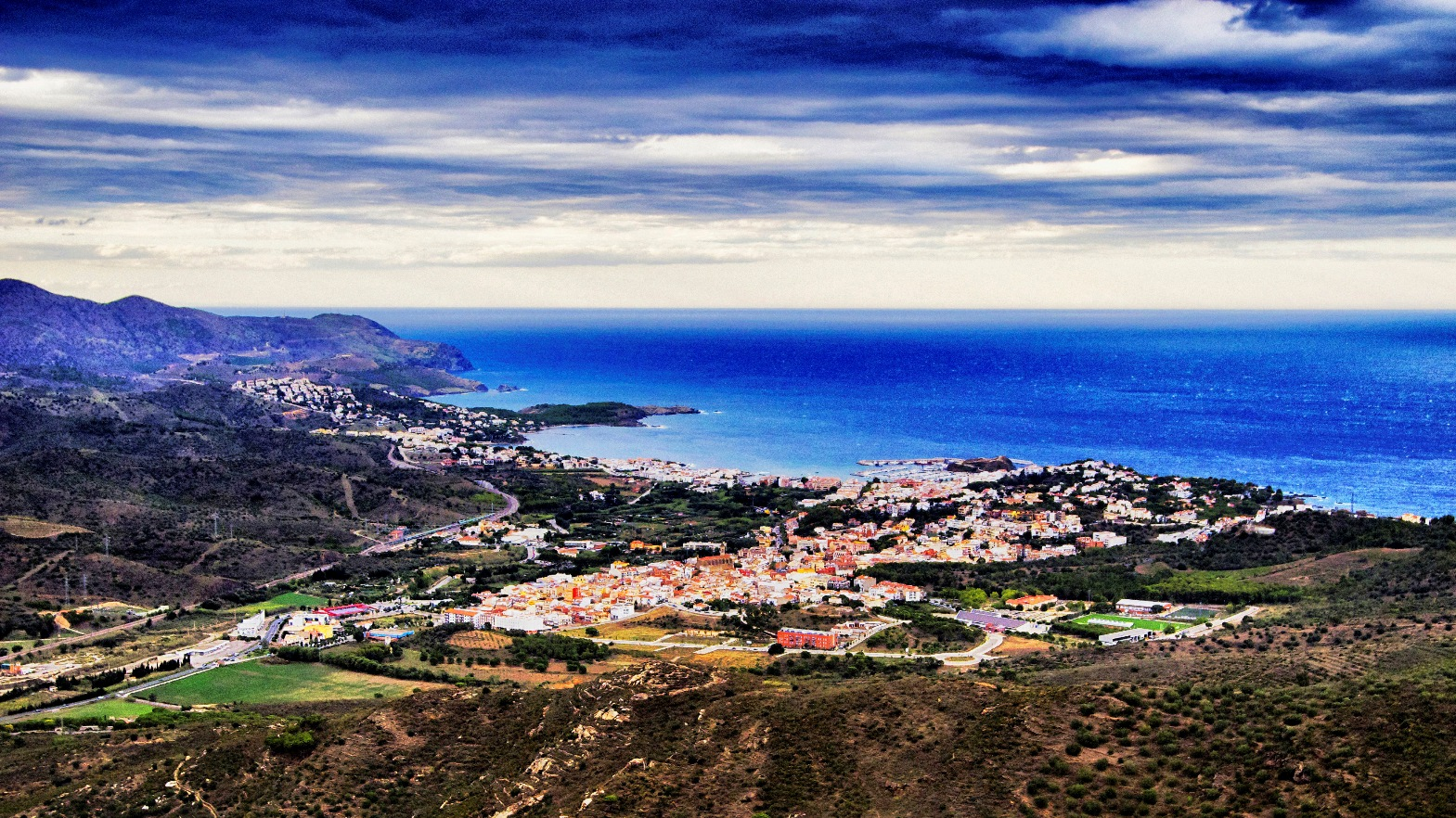
Vistes panoràmiques de Llançà

Té les platges següents:
- Platja Petita del Futaner
- Platja Gran del Futaner
- Platja de Bramant
- Platja de Canyelles
- Platja del Cros
- Platja Sota d'en Canals
- Platja de Grifeu
- Platja Sota del Parador
- Platja de l'Alguer
- Platja Sant Jordi
- Platja de l'Argilera
- Platja del Port
- Platja la Gola
- Platja de les Carboneres
- Platja de l'Embarril
- Platja del Morer
- Platja de les Titarolites
- Platja de la Farella
- Platja de la Farella del Mig
- Platja de les Tonyines
- Platja del Motlló
- Platja del Cau del Llop

## Història
El territori del municipi de Llançà està habitat des de temps prehistòrics, com ho demostren diferents vestigis arqueològics, com ara el dolmen del puig d'Esquers i el de la Tomba de l'Abat.
A la Segona Guerra Púnica, les tropes de l'exèrcit romà, comandades pels germans Publi i Gneu Corneli Escipió, van desembarcar a Empúries), amb la finalitat estratègica de tallar el subministrament a l'exèrcit d'Hanníbal Barca, que pretenia conquerir la república romana.
El 862 Deciana fou abandonada i traslladada cap a l'interior, prop de la costa però oculta des del mar —on ara és la vila—, per amagar-se dels pirates sarraïns.
En aquest sentit, no hi ha proves, ni s'ha trobat cap jaciment que pugui corroborar que Deciana se situava a Llançà. Aquesta llegenda que va sorgir en els últims anys, potser per situar Llançà en algun moment transcendental, no te prou evidències històriques. Al terme municipal no s'ha trobat cap estructura —ni mil·liari, ni calçada— que corroborés que fos un lloc ideal per situar-hi una mansió romana. Recentment, el MEC ha trobat una mansió al terme de la Jonquera, que correspondria amb Deciana; a 4 estadis dels Pirineus.
 El 1344 el comte Ramon Berenguer I d'Empúries va empresonar a Llançà molts cavallers del Rosselló, que donaven suport al rei d'Aragó Pere el Cerimoniós. El 1692, arran d'un naufragi, es va construir la capella del Port.
El segle xviii, l'economia coneix un gran creixement, amb la producció i l'exportació de vi i oli. A mitjan segle, es construeix el temple parroquial de sant Vicenç i se n'urbanitzen els voltants. L'estrena, el 20 de gener del 1878, de l'estació del ferrocarril a la línia entre Girona i Portbou, va inaugurar el desenvolupament del turisme als inicis, sobretot d'estiuejants des de Figueres. Fins a l'arribada del turisme la dècada del 1960, al port hi havia només algunes barraques de pescadors. El 1991 va ser nomenada ciutat pubilla de la sardana.

## Demografia

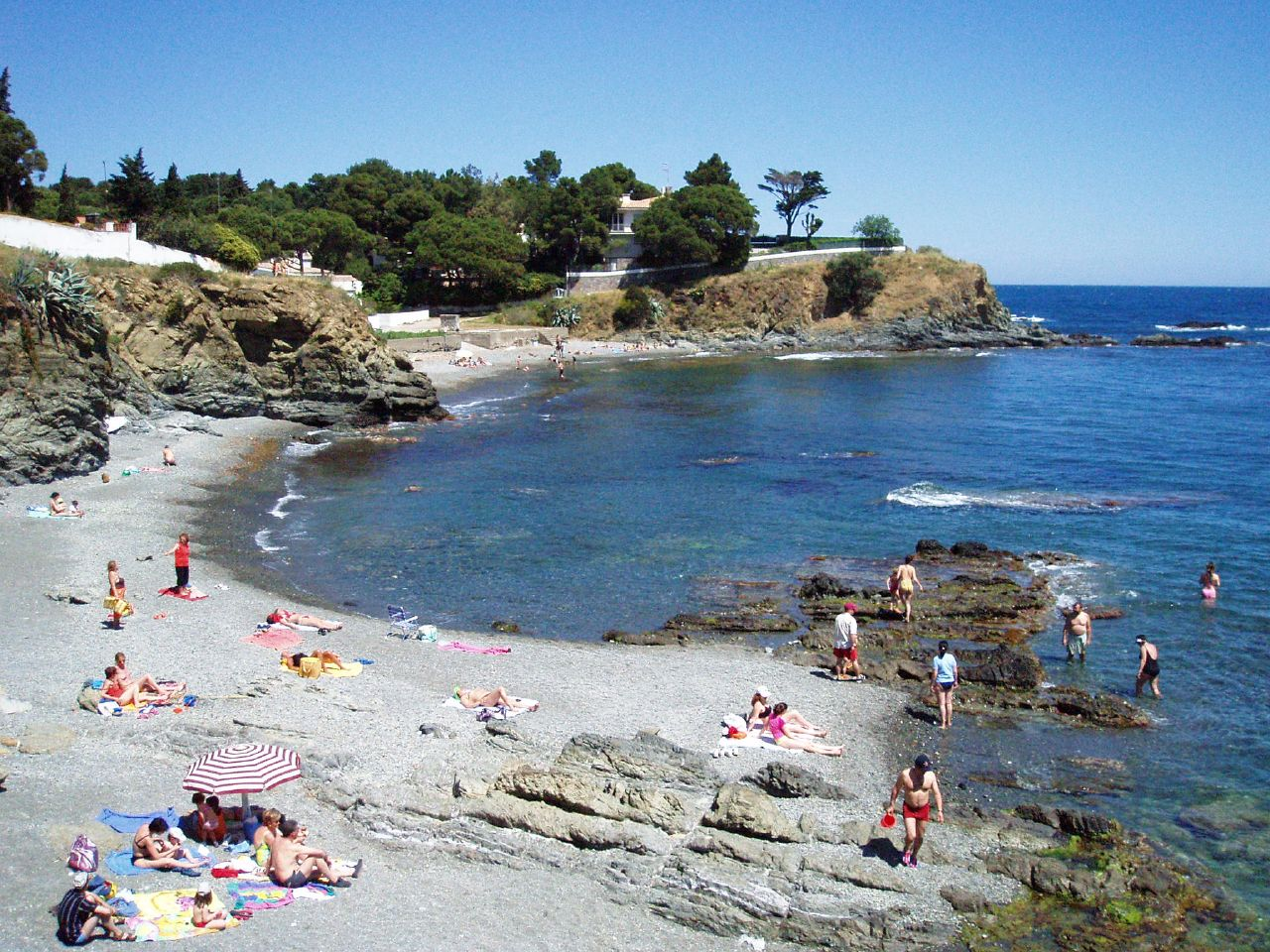
Platja de Llançà

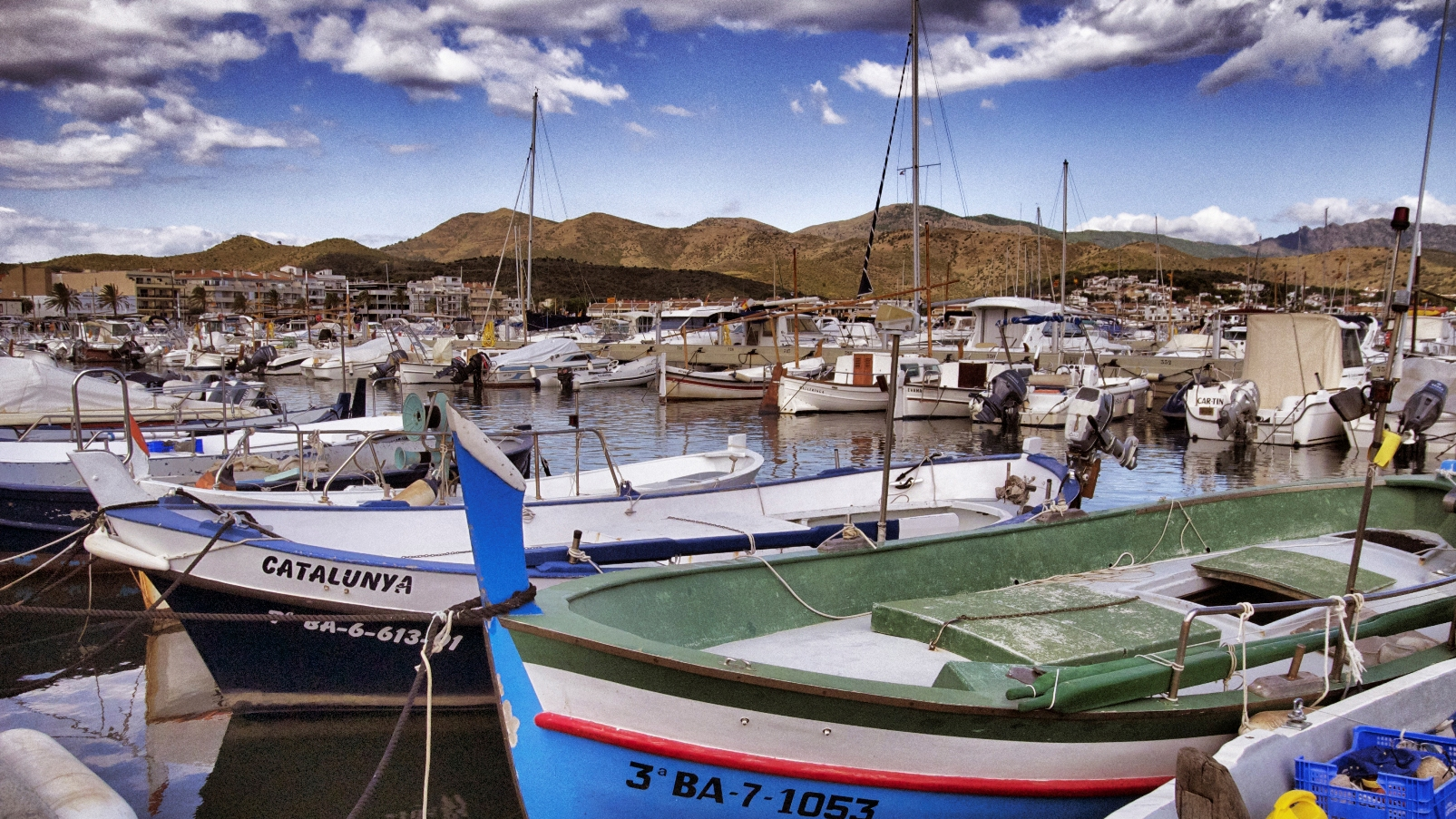
Port de Llançà

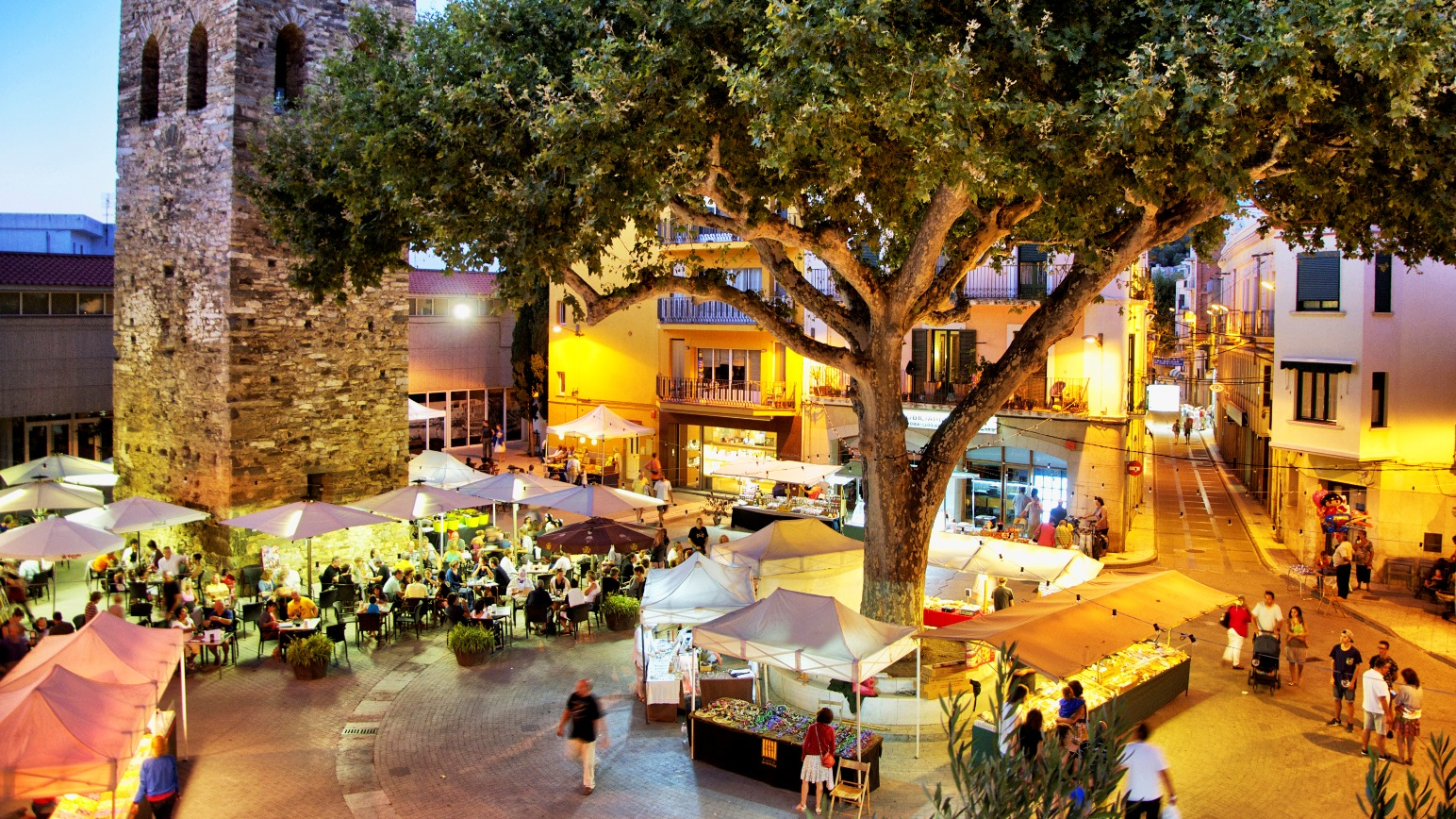
Plaça Major de la Vila

| Entitat de població | Habitants (2023) |
| Llançà              | 3.288            |
| el Port             | 1.530            |
| la Valleta          | 21               |
| Font: Idescat       |                  |

| 1497 | 1553 | 1787  | 1887  | 1900  | 1920  | 1950  | 1970  | 2010  | 2024  |
| 54   | 69   | 1.322 | 1.813 | 1.829 | 2.164 | 1.713 | 2.682 | 5.214 | 4.943 |

## Administració i política
| Període     | Alcalde o alcaldessa   | Partit polític | Data de possessió | Observacions |
| ----------- | ---------------------- | -------------- | ----------------- | ------------ |
| 1979–1983   | Josep Maria Salvatella | CIU            | 19/04/1979        | --           |
| 1983–1987   | Josep Maria Salvatella | CIU            | 28/05/1983        | --           |
| 1987–1991   | Josep Maria Salvatella | CIU            | 30/06/1987        | --           |
| 1991–1995   | Josep Maria Salvatella | CIU            | 15/06/1991        | --           |
| 1995–1999   | Josep Maria Salvatella | CIU            | 17/06/1995        | --           |
| 1999–2003   | Josep Maria Salvatella | CIU            | 03/07/1999        | --           |
| 2003–2007   | Pere Vila Fulcarà      | CIU            | 14/06/2003        | --           |
| 2007–2011   | Pere Vila Fulcarà      | CIU            | 16/06/2007        | --           |
| 2011–2015   | Pere Vila Fulcarà      | CIU            | 11/06/2011        | --           |
| 2015–2019   | Guillem Cusí i Batlle  | ERC            | 13/06/2015        | --           |
| 2019-2023   | Pere Vila Fulcarà      | PDeCAT         | 15/06/2019        | --           |
| Des de 2023 | n/d                    | n/d            | 17/06/2023        | --           |

## Llocs d'interès
- Església de Sant Vicenç, del segle xviii, construïda sobre restes de l'antic castell de l'abat.
- Sant Martí de Vallmala o de Fontanet, preromànic.

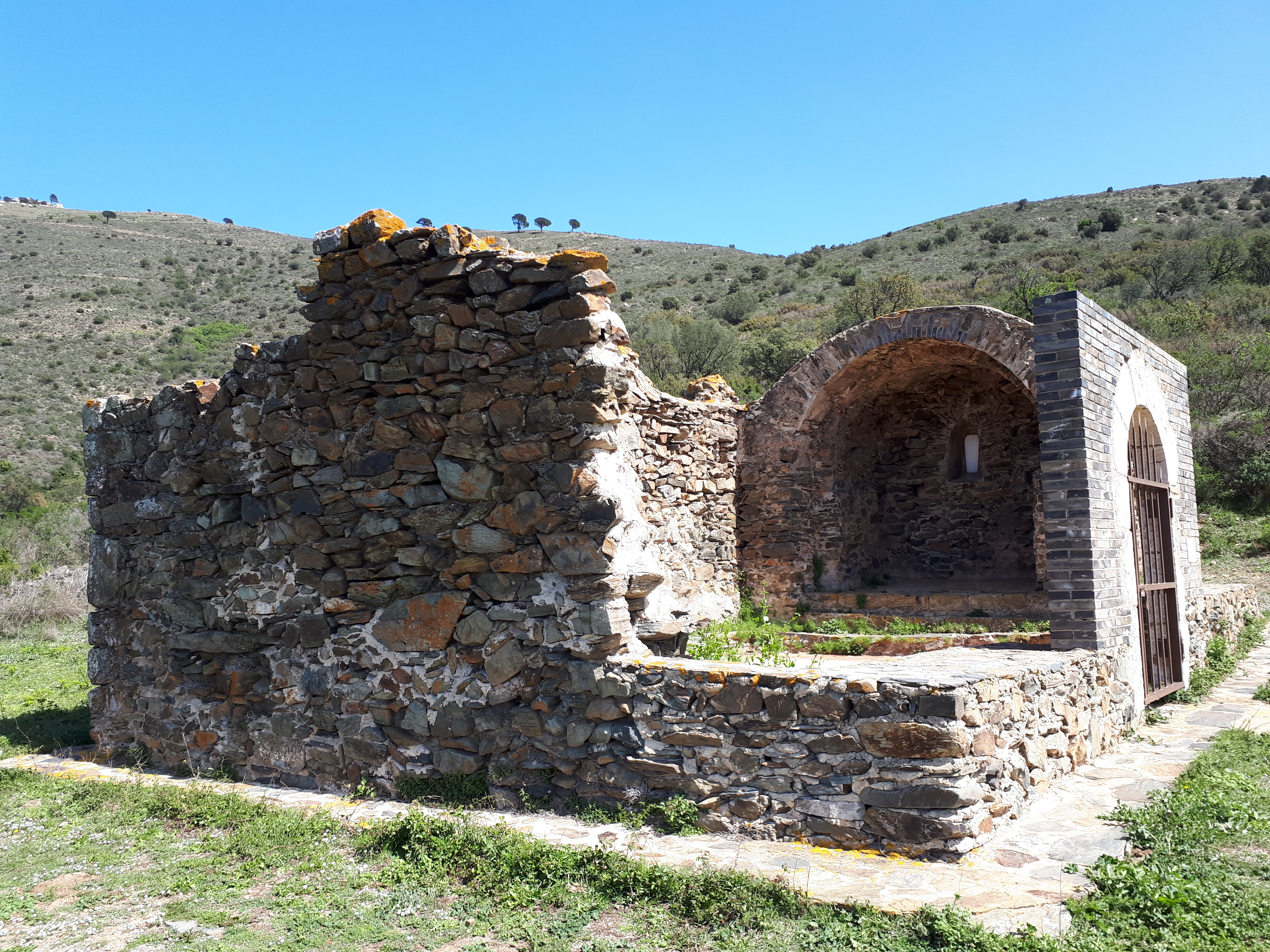
Sant Martí de Vallmala.

- Sant Silvestre de Valleta, segle ix.
- Capella de la Mare de Déu del Port.
- Sant Genís del Terrer.
- Torre romànica, segle xiii.
- Arbre de la Llibertat, plantat a la plaça el 1870.
- Illot del Castellar. És el punt més oriental del municipi. Està unit a terra ferma per un vial artificial.

- Dolmen del puig d'Esquers.

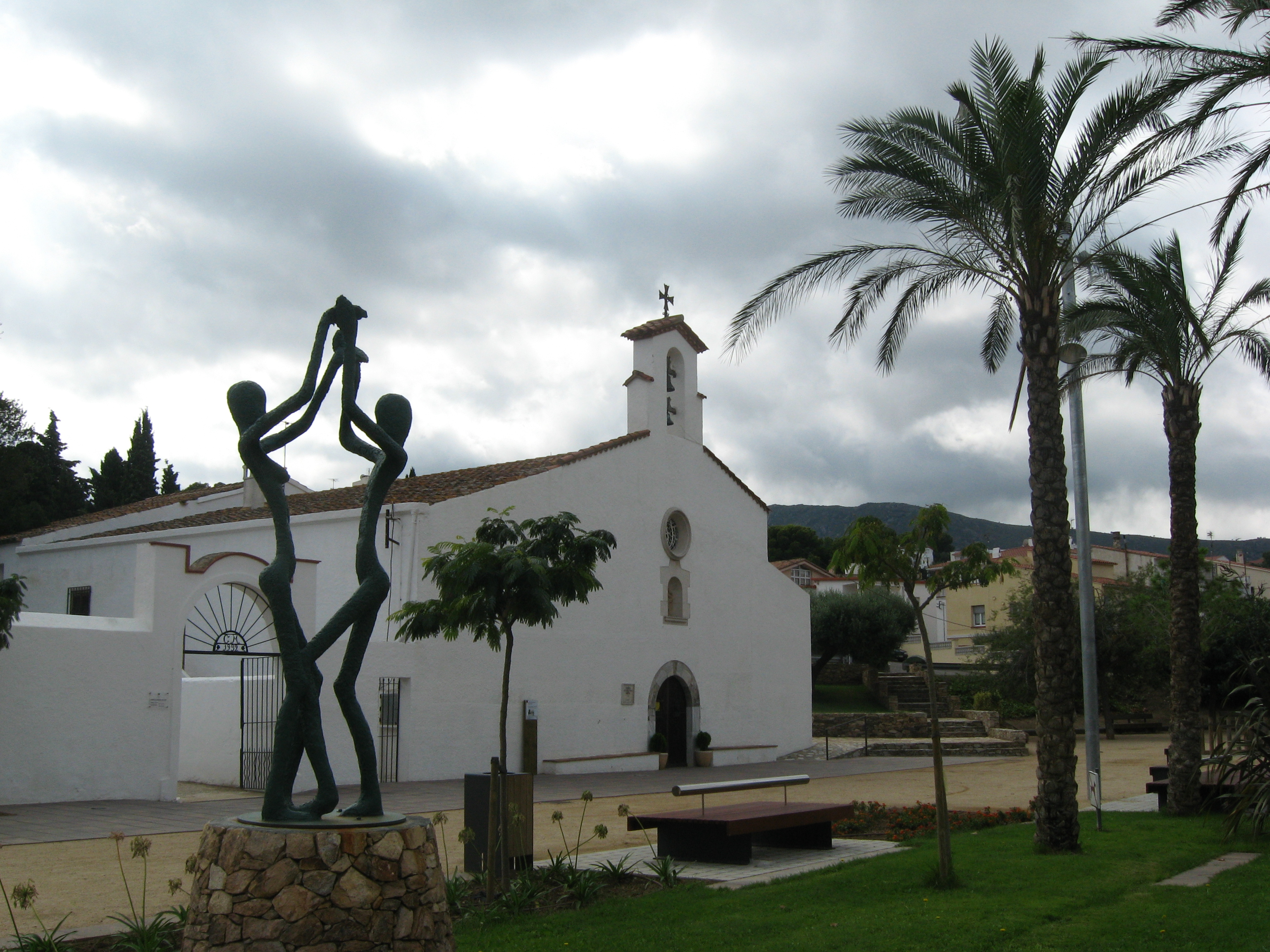
Capella del Port.

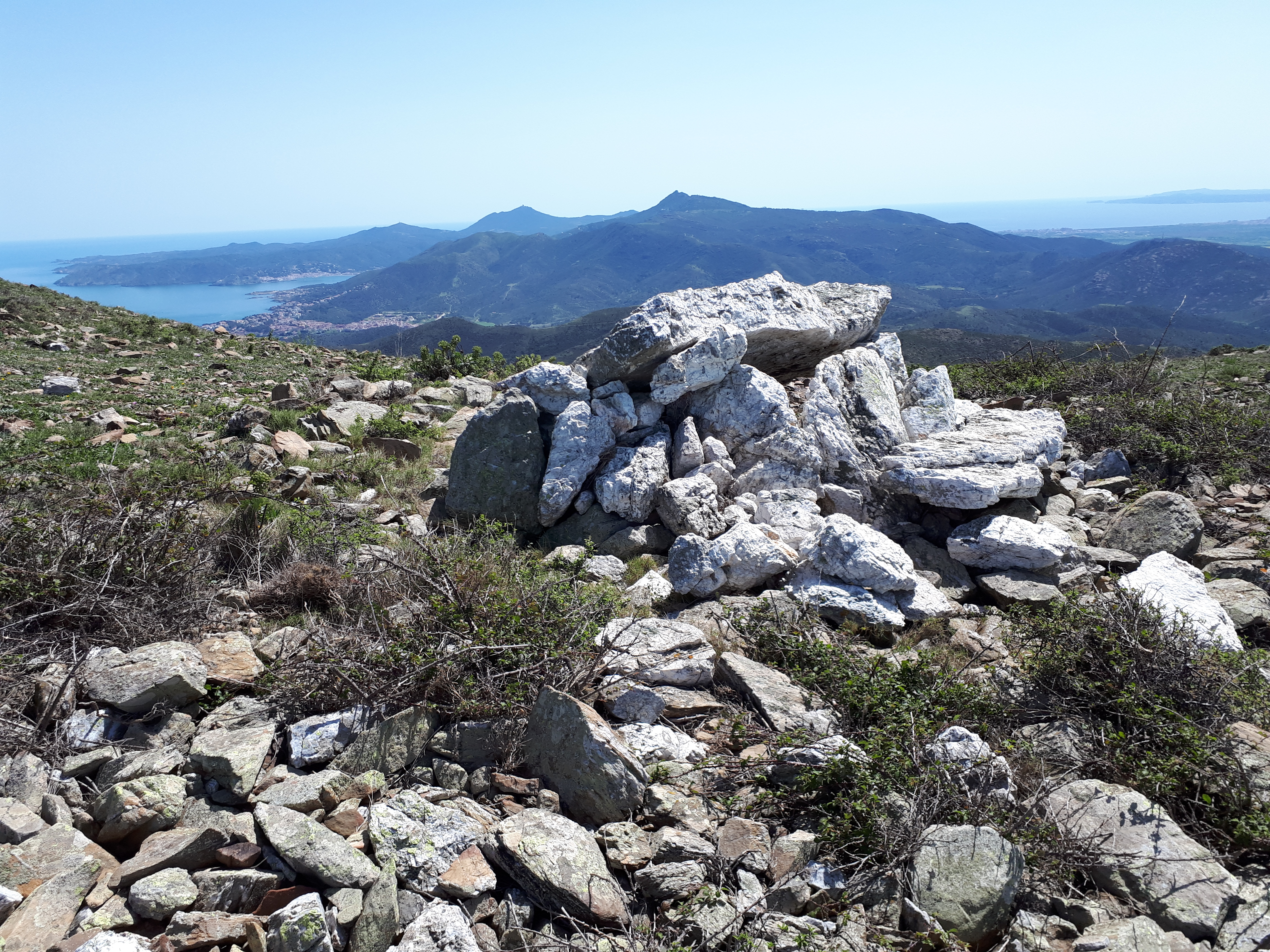
Dolmen del puig d'Esquers.

- Dolmen del Passatge o Tomba de l'Abat.
- Búnquer "Argilera", 1944-1949.
- Tamariu de Grifeu.
- Búnquer de "Cap de Ras", 1944-1949.
- Sòcol de pedra de l'arbre de la plaça, s.XVII.
- Palau de l'Abat, construcció primitiva, s.XI.
- Torre de l'Homenatge, s.XII-XIV.
- Refugi "Plaça de la República", 1938-1939.

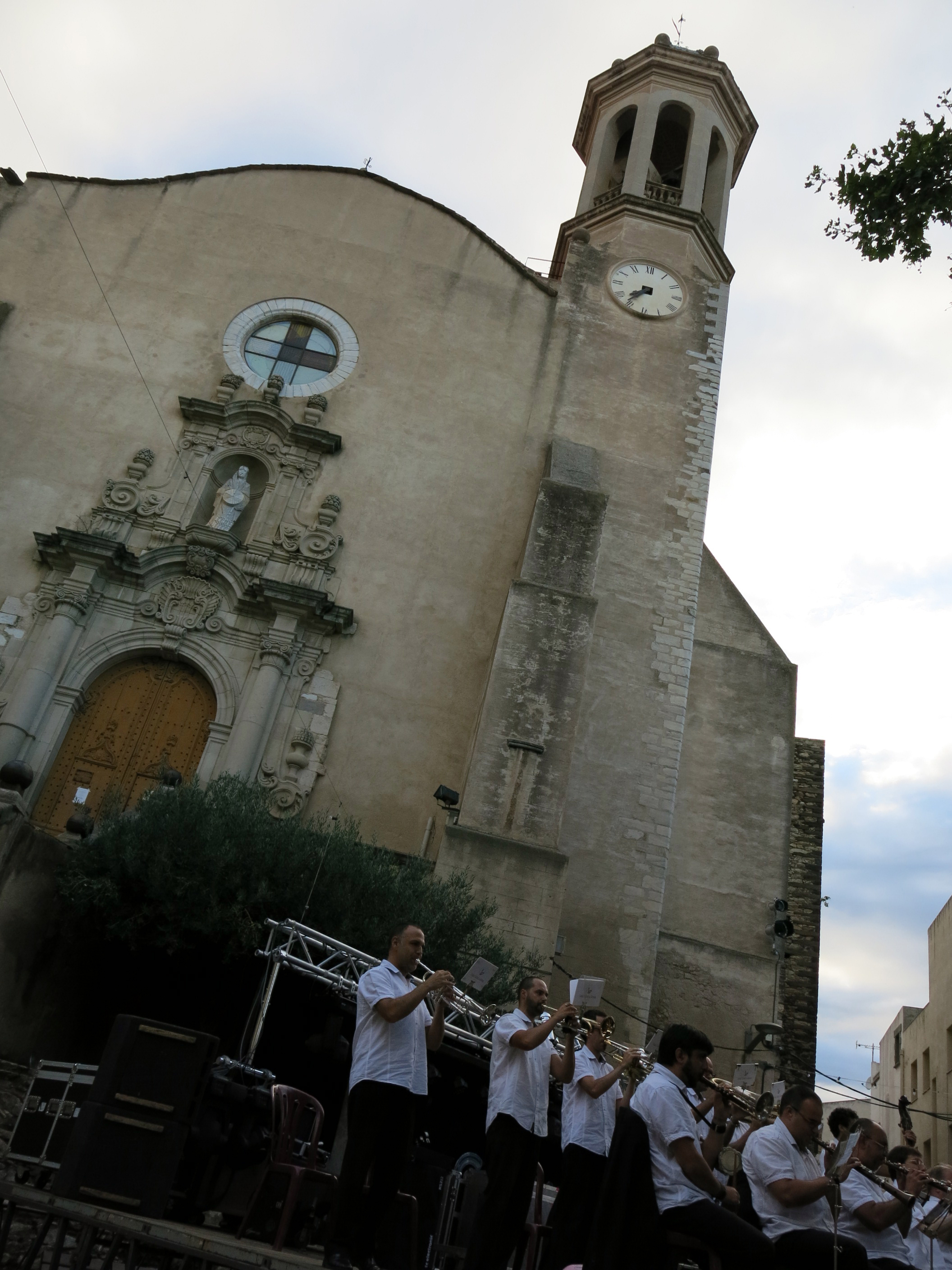
Església de Sant Vicenç.

- Molí de Vent "la Torre", s.XVII.

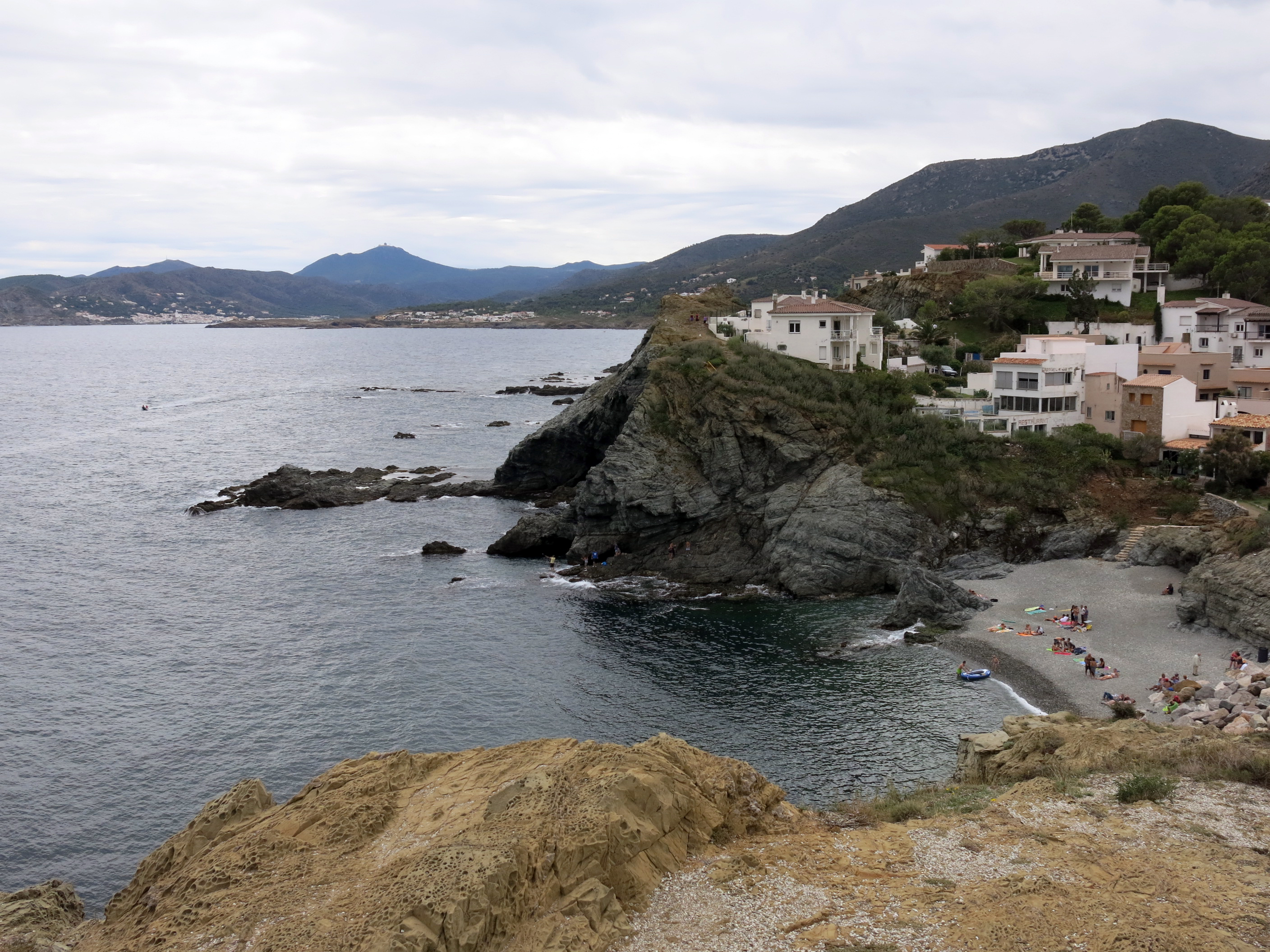
Platja de la Gola, vistes des de l'Illot del Castellar.

Camí de ronda Llançà-Port de la Selva.
- Zona natural del Cap de Ras.

## Cultura i festes
- Museu de l'aquarel·la - Fundació Martínez Lozano.[5]
- Festa major d'hivern de Sant Vicenç. Se celebra el 22 de gener.
- Festa major d'estiu. Se celebra a l'agost.
- Festa del Port. Se celebra per la Mare de Déu del Carme, el 16 de juliol.
- Carnaval, se celebra al febrer.
- Festa d'homenatge a la vellesa.
- Festival d'Arts Escèniques a l'Aire Lliure, se celebra al juliol.
- Jornades Gastronòmiques, se celebra al juny.
- Fira de Mar, se celebra a finals d'agost.

### Llançanencs il·lustres
- Pere Oriol i Fulcarà (1858 - 1914), escriptor.
- Josep Coll i Ligora (1893 - 1965), intèrpret de tenora, compositor de sardanes i pedagog.
- Justa Balló i Salvà (1899 – 1993), bibliotecària de la Xarxa de Biblioteques Populars.
- Josep Maria Corominas Planellas (1906 - 1984), metge, membre d'una llarga nissaga de metges.
- Josep Martínez Lozano (1923 - 2006), pintor i aquarel·lista especialitzat en els paisatges i les marines, fundador del Museu de l'Aquarel·la.
- Francesc Escudero i Ribot (1930 - 2012), arquitecte.
- Maria Assumpta Escudero i Ribot (1931 -), historiadora, museògrafa i crítica d'art.
- Carme Illa i Munné (1930 -), bibliotecària i historiadora.
- Helena Ferrer i Mallol (1937 -), matemàtica i política catalana, diputada al Parlament de Catalunya en la Primera Legislatura.
- Carles Sabater i Hernàndez (1962 - 1999), cantant i actor, que va formar part com a cantant del grup de música Sau.